# قانون حماية البيانات الشخصية العام
القانون العام لحماية البيانات الشخصية (LGPD أو LGPDP) ، القانون رقم 13.709 / 2018  ، قانون LGPD البرازيلي (Lei Geral de Proteção de Dados) هو قانون جديد معنيّ بخصوصية البيانات وسيتم تطبيقه على الأنشطة التجارية (الموجودة داخل البرازيل وخارجها) التي تعالج البيانات الشخصية للمستخدمين الموجودين في البرازيل. ومن المُتوقَّع بدء تطبيق هذا القانون الجديد ابتداءً من 16 آب (أغسطس) 2020 ولكن المناقشات الجارية في الحكومة البرازيلية قد تُسفِر عن تعديل تاريخ السريان هذا.
أصبحت البرازيل جزءًا من الدول التي لديها تشريعات محددة لحماية البيانات وخصوصية مواطنيها.  اللوائح العالمية الأخرى المشابهة لـقانون LGPD في البرازيل هو النظام الأوروبي العام لحماية البيانات (GDPR) في الاتحاد الأوروبي، والذي أصبح إلزاميا في 25 مايو 2018 وتُطبق قوانينه على جميع دول الاتحاد الأوروبي ويوجد هناك قانون خصوصية المستهلك في كاليفورنيا لعام 2018 (CCPA)  ، في الولايات المتحدة الأمريكية، تم تنفيذه من خلال مبادرة على مستوى الولاية في كاليفورنيا، حيث تمت الموافقة عليه في 28 يونيو 2018 (AB 375).
يعتمد التشريع البرازيلي على عدة قيم، مثل احترام الخصوصية؛ تقرير المصير بالمعلومات؛ حرية التعبير والمعلومات والاتصال والرأي؛ حرمة الألفة والشرف والصورة؛ التنمية والابتكار الاقتصادي والتكنولوجي؛ والمنافسة الحرة وحماية المستهلك وحقوق الإنسان.

ينص القانون العام لحماية البيانات الشخصية LGPD على مجموعة من المفاهيم القانونية الجديدة (مثل «البيانات الشخصية» و «البيانات الشخصية الحساسة»)، ويحدد الشروط التي يمكن بموجبها معالجة تلك البيانات الشخصية، ويحدد القانون مجموعة من الحقوق لموضوعات البيانات، ويضع التزامات محددة لـ وحدات التحكم في البيانات ويقوم على إنشاء سلسلة من الإجراءات والمعايير بحيث يتم توخي قدر أكبر من العناية في معالجة البيانات الشخصية ومشاركتها مع أطراف ثالثة. 

## التعاريف التي وضعها LGPD
- البيانات الشخصية:[11] هي جميع المعلومات المتعلقة بالشخص الطبيعي المعروف أو الممكن التعرف على شخصيته، وهذ المعلومات مثل الاسم، الهوية، رقم CPF ، البريد الإلكتروني، إلخ. أما البيانات المتعلقة بالكيان القانوني (مثل اسم الشركة، رقم CNPJ ، عنوان العمل، وما إلى ذلك) لا تعتبر بيانات شخصية.
- البيانات الشخصية الحساسة : هي جميع البيانات الشخصية المتعلقة بالأصل العرقي أو الإثني أو المعتقد الديني أو الرأي السياسي أو العضوية النقابية أو المنظمة ذات الطبيعة الدينية أو الفلسفية أو السياسية أو البيانات المتعلقة بالصحة أو الحياة الجنسية أو البيانات الجينية أو البيومترية، عندما تكون تلك البيانات مرتبطة بشخص محدد.[12]
- الحامل : هو الشخص الطبيعي الذي تشير إليه البيانات الشخصية.
- المعالجة : أي عملية تتم بالبيانات الشخصية، مثل تلك المتعلقة بجمع المعلومات أو إنتاجها أو استقبالها أو تصنيفها أو استخدامها أو الوصول إليها أو إعادة إنتاجها أو نقلها أو توزيعها أو معالجتها أو حفظها أو تخزينها أو إزالتها أو تقييمها أو التحكم فيها أو التعديل عليها أو الاتصال أو النقل أو النشر أو الاستخراج.
- المتحكم (المراقب) : الشخص المعين أو الاعتباري، بموجب القانون العام أو الخاص، المسؤول عن القرارات المتعلقة بمعالجة البيانات الشخصية.
- الشخص المسؤول : الشخص المعين من قبل المراقب والمشغل ليكون بمثابة قناة اتصال بين المتحكم وأصحاب البيانات والسلطة الوطنية لحماية البيانات (ANPD).
- المشغل : الشخص المعين أو الاعتباري، بموجب القانون العام أو الخاص، الذي يعالج البيانات الشخصية نيابة عن المتحكم.
- الموافقة : إفادة مجانية ومستنيرة لا لبس فيها يوافق حاملها على معالجة بياناته الشخصية لغرض معين.
- إخفاء الهوية : هي العمليات والتقنيات التي من خلالها تفقد البيانات إمكانية ربطها مع الفرد بشكل مباشر أو غير مباشر.
- البيانات المجهولة : هي البيانات المتعلقة بالمالك والتي لا يمكن تحديده عبرها، مع الأخذ في الاعتبار استخدام الوسائل التقنية المعقولة والمتاحة في وقت معالجتها. لا تعتبر البيانات المجهولة ضمن البيانات الشخصية لأغراض تطبيق قانون LGPD.
- إخفاء الهوية المزيف : العمليات والتقنيات التي يصعب من خلالها ربط البيانات. تعتبر البيانات المجهولة الهوية بيانات شخصية لأغراض تطبيق LGPD ، في ضوء إمكانية ربط هذه البيانات بشخص معين.

## حق حاملي البيانات الشخصية
في المادة 18، يحتوي قانون LGPD على حقوق أصحاب البيانات الشخصية. فيجوز للمالكين طلب، في أي وقت:
- تأكيد وجود معالجه لبياناتهم.
- الوصول إلى بياناتك.
- حق تصحيح البيانات الناقصة أو غير الدقيقة أو القديمة.
- إخفاء الهوية أو حجب أو حذف البيانات المعالجة في حالة عدم امتثال لـ LGPD.
- نقل البيانات إلى خدمة أو مزود منتج آخر.
- إزالة البيانات الشخصية التي تتم معالجتها بموافقة صاحب التسجيل.
- معلومات عن الكيانات العامة والخاصة التي تستخدمها وحدة التحكم في مشاركة البيانات.
- معلومات عن إمكانية مالك البيانات عدم الموافقة وعن نتائج الرفض لمشاركة بياناته.
- إلغاء الموافقة التي قام بها مسبقا.
- معارضة المعاملة التي تتم بناءً على إحدى فرضيات التنازل عن الموافقة، في حالة عدم الامتثال لأحكام القانون.
- مراجعة آلية للقرار.

## حماية البيانات كحق أساسي
في أوائل يوليو 2019، وسط أنباء عن تسرب البيانات الشخصية من وزير العدل البرازيلي سيرجيو مورو، وافق مجلس الشيوخ على اقتراح بتعديل الدستور (PEC)، باسم PEC 17/2019. يصنف هذا التعديل الدستوري حماية البيانات كحق أساسي. تغيير البند الثاني عشر من المادة. 5، التي تُعرف بأنها سرية «المساس» بسرية المراسلات والاتصالات البرقية والبيانات والاتصالات الهاتفية. وتبقى الآن موافقة مجلس النواب عليها.

## روابط خارجية
- قانون رقم 13709، في 14 أغسطس 2018

#&-46566(788))88/:
mohamed Sherbiny